# Ramokgonami
Ramokgonami est une ville du Botswana.